# Joseph von Schork
Joseph von Schrok (Kleinheubach, 7 dicembre 1829 – Bamberga, 25 gennaio 1905) è stato un arcivescovo cattolico tedesco.

## Biografia
Nato a Kleinheubach il 7 dicembre 1829, venne nominato da papa Leone XIII arcivescovo di Bamberga il 26 agosto 1890, ricevendo la consacrazione episcopale il 6 maggio 1891.
Morì a Bamberga il 25 gennaio 1905, all'età di 75 anni.

## Genealogia episcopale e successione apostolica
La genealogia episcopale è:
- Cardinale Scipione Rebiba
- Cardinale Giulio Antonio Santori
- Cardinale Girolamo Bernerio, O.P.
- Arcivescovo Galeazzo Sanvitale
- Cardinale Ludovico Ludovisi
- Cardinale Luigi Caetani
- Cardinale Ulderico Carpegna
- Cardinale Paluzzo Paluzzi Altieri degli Albertoni
- Papa Benedetto XIII
- Papa Benedetto XIV
- Papa Clemente XIII
- Cardinale Bernardino Giraud
- Cardinale Alessandro Mattei
- Cardinale Pietro Francesco Galleffi
- Cardinale Giacomo Filippo Fransoni
- Cardinale Antonio Saverio De Luca
- Arcivescovo Gregor Leonhard Andreas von Scherr, O.S.B.
- Arcivescovo Friedrich von Schreiber
- Arcivescovo Franz Joseph von Stein
- Arcivescovo Joseph von Schork

La successione apostolica è:
- Vescovo Ferdinand von Schlör (1898)